# Nectandra astyla
Nectandra astyla är en lagerväxtart som beskrevs av J.G. Rohwer. Nectandra astyla ingår i släktet Nectandra och familjen lagerväxter. Inga underarter finns listade i Catalogue of Life.